# Diavoli Vicenza 2013-2014
Questa pagina raccoglie i dati riguardanti i Diavoli Vicenza nelle competizioni ufficiali della stagione 2013-2014.

## Stagione
I Diavoli iniziano gli allenamenti l'11 settembre 2013 ospiti dell'impianto di Roana. La pista dello stadio di casa ha subito un intervento di manutenzione (rifacimento pavimentazione) e il primo allenamento al Pattinodromo Comunale di viale Ferrarin è stato il 17 settembre.

## Organigramma societario
Dal sito internet ufficiale della società.
Area direttiva
- Presidente: Daniela Repele
- Presidente Onorario: Cav. Lino Dori
- Vice Presidente: Pietro Betello
- Responsabile Amministrativo: Claudio Roncaccioli

Area organizzativa
- Direttore sportivo: Marco A. Ferrari

Area comunicazione
- Addetto stampa: Sabrina Nicoli

Serie A1
- Allenatore: Andrea Bellinaso

Serie B
- Responsabile serie B: Pietro Betello
- Allenatore: Nicola De Simoni

Settore Giovanile
- Responsabile settore giovanile: Stefano De Lorenzi
- Allenatore: Andrea Bellinaso

## Serie A1
| Acquisti e prestiti | Acquisti e prestiti | Acquisti e prestiti |
| Ruolo               | Nome                | da                  |
| ------------------- | ------------------- | ------------------- |

| Cessioni e prestiti | Cessioni e prestiti | Cessioni e prestiti       | Cessioni e prestiti |
| Ruolo               | Nome                | a                         |                     |
| ------------------- | ------------------- | ------------------------- | ------------------- |
| A                   | Giacomo Zazzaron    | Ghosts Hockey Team Padova |                     |

### Rosa
| #  | Ruolo      | Naz.              | Nome e Cognome                  |
| -- | ---------- | ----------------- | ------------------------------- |
| 1  | Portiere   | Italia (bandiera) | Daminano Guglielmi              |
| 31 | Portiere   | Italia (bandiera) | Andrea Alberti                  |
| 2  | Difensore  | Italia (bandiera) | Antonio Bellinaso vice capitano |
| 10 | Difensore  | Italia (bandiera) | Lorenzo Roncaccioli             |
| 73 | Difensore  | Italia (bandiera) | Michael Corradin vice capitano  |
| 87 | Difensore  | Italia (bandiera) | Mattia Betello                  |
| 88 | Difensore  | Italia (bandiera) | Fabio Testa                     |
| 99 | Difensore  | Italia (bandiera) | Fabio Gamba                     |
| 15 | Difensore  | Italia (bandiera) | Enrico Miglioranzi              |
| 9  | Attaccante | Italia (bandiera) | Alessandro De Lorenzi           |
| 11 | Attaccante | Italia (bandiera) | Filippo Pozzan                  |
| 23 | Attaccante | Italia (bandiera) | Luca Roffo Capitano             |
| 32 | Attaccante | Italia (bandiera) | Stefano Stella                  |
| 34 | Attaccante | Italia (bandiera) | Fabrizio Maran                  |
| 61 | Attaccante | Italia (bandiera) | Mirko Presti                    |
| 66 | Attaccante | Italia (bandiera) | Fabio Baggio                    |
| 80 | Attaccante | Italia (bandiera) | Massimo Stevanoni               |
| 91 | Attaccante | Italia (bandiera) | Michele Ciresa                  |

### Coppa Italia

#### Quarti di finale
| Arbitro: | Grandini, Raia |

|               |           |  |
| 1.06' Delfino | Marcatori |  |

### Campionato
| Giornata | Data             | Partita                                           | Risultato | Marcatori |
| -------- | ---------------- | ------------------------------------------------- | --------- | --- |
| 1        | 19 ottobre 2013  | Diavoli Vicenza - Hockey Club Monleale Sportleale | 2 - 2     | 4.05' Stevanoni M. (VI), 23.48' Ciresa M. (VI), 30.40' Delfino (MO), 33.46' Moro (MO) |
| 2        | 26 ottobre 2013  | Cittadella Hockey - Diavoli Vicenza               | 3 - 3     | 24.05' Stevanoni M. (VI), 36.11' Spain Kelly (CI), 37.56' Roffo L. (VI), 45.42' Spain Kelly (CI), 47.02' Corradin M. (VI), 48.06' Spain Kelly (CI) |
| 3        | 9 novembre 2013  | Sorci Verdi Verona - Diavoli Vicenza              | 0 - 7     | 12.08'Roffo L. (VI), 21.00' Roffo L. (VI), 22.09' Stella S. (VI), 23.19' Corradin M. (VI), 33.19' Stevanoni M. (VI), 34.23'Corradin M. (VI), 49.05' Corradin M. (VI) |
| 4        | 16 novembre 2013 | Diavoli Vicenza - Polisportiva Molinense          | 5 - 5     | 0.44' Corradin M. (VI), 1.19' Valbusa M. (VI), 1.28' Lettera N. (MO), 7.32' Lettera N. (MO), 17.03' Valbusa M. (VI), 22.22' Bellini M. (MO), 25.34' Corradin M. (VI), 27.40' Lettera N. (MO), 38.02' Roffo L. (VI), 44.23' Lettera N. (MO)                                                                                              |
| 5        | 23 novembre 2013 | Hockey Club Milano 24 - Diavoli Vicenza           | 5 - 2     | 4.01' Mantese (MI), 14.05' Comencini (MI), 15.47' Testa F. (VI), 23.30' Comencini (MI), 32.01' Testa F. (VI), 37.48' Mantese (MI), 44.52' Tomasello (MI) |
| 6        | 30 novembre 2013 | Diavoli Vicenza - Ghosts Hockey Team Padova       | 4 - 5     | 1,16' Longhini (PD), 4.30' Kettler (PD), 6.25' Valbusa M. (VI), 13.24' Rossi (PD), 15.23' Pistellato (PD), 19.07' Testa F. (VI), 39.07' Testa F. (VI), 42.11' Testa F. (VI), 49.49' Kettler (PD) |
| 7        | 7 dicembre 2013  | Novi Hockey - Diavoli Vicenza                     | 1 - 2     | 14.36' Roffo L. (VI), 21.17' Parodi (NO), 27.28' Pozzan F. (VI) |
| 8        | 4 gennaio 2014   | Asiago Vipers - Diavoli Vicenza                   | 4 - 2     | 24.03' Agerde (AS), 29.14' Ciresa M. (VI), 30.14' Stevanoni M. (VI), 37.29' Tessari N. (AS), 46.33' Lievore (AS), 49.33' Stella G. (AS) |
| 9        | 21 dicembre 2013 | Diavoli Vicenza - Mammuth Hockey Roma             | 11 - 3    | 1.00' Roffo L. (VI), 2.05' Pozzan F. (VI), 3.38' Stella S. (VI), 6.05' Cocino (RO), 10.48' Testa F. (VI), 21.08' Santilli (RO), 21.57' Stevanoni M. (VI), 24.30' Santilli (RO), 26.58' Stevanoni M.(VI), 30.39' Stella S. (VI), 38.57' Roffo L. (VI), 39.14' Stella S. (VI), 42.36' Roffo L. (VI), 49.58' Corradin M. (VI)              |
| 10       | 11 gennaio 2014  | Hockey Club Monleale Sportleale - Diavoli Vicenza | 1 - 2     | 27.09' Ciresa M. (VI), 42.51' Delfino (MO), 45.49' Stevanoni M.(VI) |
| 11       | 18 gennaio 2014  | Diavoli Vicenza - Cittadella Hockey               | 4 - 5     | 1.34' Palliotto (CI), 10.45' Spain (CI), 15.44' Tombolan (CI), 19.47' Stevanoni M.(VI), 22.09' Spain (CI), 30.42' Corradin M. (VI), 31.58' Ciresa M. (VI), 35.17' Covolo (CI), 45.01' Roffo L. (VI) |
| 12       | 25 gennaio 2014  | Diavoli Vicenza - Sorci Verdi Verona              | 5 - 3     | 3.52' Roffo L. (VI), 6.16' Stella S. (VI), 16.19' Testa F. (VI), 21.39' Corradin M. (VI), 24.41' Riccelli (VR), 24.59' Stella S. (VI), 34.33' Carrer (VR), 40.31' Begali (VR) |
| 13       | 8 febbraio 2014  | Polisportiva Molinense - Diavoli Vicenza          | 3 - 3     | 0.37' Bellini M. (MO), 9.10' Testa F. (VI), 11.28' Lilli (MO), 29.43' Stella S. (VI), 32.05' Testa F. (VI), 48.53' Lilli (MO) |
| 14       | 15 febbraio 2014 | Diavoli Vicenza - Hockey Club Milano 24           | 2 - 7     | 1.09' Belcastro (MI), 13.34' Corradin M. (VI), 14.37' Belcastro (MI), 19.35' Ferrari (MI), 21.57' Simunek (MI), 39.14' Pozzan F. (VI), 45.08' Tomasello (MI), 47.17' Belcastro (MI), 49.37' Simunek (MI) |
| 15       | 22 febbraio 2014 | Ghosts Hockey Team Padova - Diavoli Vicenza       | 3 - 2     | 4.27' Stevanoni M. (VI), 19.08' Corradin M. (VI), 15.44' Kos (PD), 16.03' Longhini (PD), 18.33' Frizzera (PD) |
| 16       | 8 marzo 2014     | Diavoli Vicenza - Novi Hockey                     | 7 - 1     | 5.21' Stella S. (VI), 12.13'Pozzan F. (VI), 12.31' Roffo L. (VI), 16.32' Valbusa M. (VI), 24.15' Stevanoni M. (VI), 26.07' Stella S. (VI), 28.56' Gastaldi (NO), 40.01' Bettello M. (VI) |
| 17       | 15 marzo 2014    | Diavoli Vicenza - Asiago Vipers                   | 12 - 2    | 4.36' Roffo L. (VI), 5.42' Petrone (AS), 7.25' Valbusa M. (VI), 19.48' Stevanoni M. (VI), 22.43' Corradin M. (VI), 23.07' Roffo L. (VI), 29.16' Maran F. (VI), 31.48' Agerde (A), 35.06' Stevanoni M. (VI), 35.30' Stevanoni M. (VI), 36.05' Corradin M. (VI), 40.10' Corradin M. (VI), 43.14' Stevanoni M. (VI), 49.21' Stella S. (VI) |
| 18       | 22 marzo 2014    | Mammuth Hockey Roma - Diavoli Vicenza             | 3 - 6     | 12.38' Roffo L. (VI), 13.27' Stella S., 19.50' Roffo L. (VI), 21.02' Maran F. (VI), 27.12' Pozzan F. (VI), 32.27' Santilli (RO), 38.01' Cocino (RO), 38.13' Bettello M. (VI), 39.36' Arcese (RO) |

### Statistiche A1

#### Statistiche di squadra
| Competizione  | Punti | In casa | In casa | In casa | In casa | In casa | In casa | In trasferta | In trasferta | In trasferta | In trasferta | In trasferta | In trasferta | Totale | Totale | Totale | Totale | Totale | Totale | Totale |
| Competizione  | Punti | G       | V       | N       | P       | Gf      | Gs      | G            | V            | N            | P            | Gf           | Gs           | G      | V      | N      | P      | Gf     | Gs     | DG     |
| ------------- | ----- | ------- | ------- | ------- | ------- | ------- | ------- | ------------ | ------------ | ------------ | ------------ | ------------ | ------------ | ------ | ------ | ------ | ------ | ------ | ------ | ------ |
| Coppa Italia  |       | 0       | 0       | 0       | 0       | 0       | 0       | 1            | 0            | 1            | 0            | 0            | 1            | 1      | 0      | 1      | 0      | 0      | 1      | -1     |
| Campionato A1 | 28    | 9       | 4       | 3       | 2       | 52      | 33      | 9            | 4            | 3            | 2            | 29           | 23           | 18     | 8      | 6      | 4      | 81     | 56     | +25    |
| Totale        |       | 9       | 4       | 3       | 2       | 52      | 33      | 10           | 4            | 4            | 2            | 29           | 24           | 19     | 8      | 7      | 4      | 81     | 57     | +24    |

#### Classifica marcatori stagionali
| Giocatore         | Ruolo      | Coppa Italia | Coppa Italia | Coppa Italia | Campionato | Campionato | Campionato | Play Off | Play Off | Play Off | Totale | Totale | Totale |
| Giocatore         | Ruolo      | Pres         | Gol          | Pen          | Pres       | Gol        | Pen        | Pres     | Gol      | Pen      | Pres   | Gol    | Pen    |
| ----------------- | ---------- | ------------ | ------------ | ------------ | ---------- | ---------- | ---------- | -------- | -------- | -------- | ------ | ------ | ------ |
| Massimo Stevanoni | Attaccante | 1            | 0            | 0            | 16         | 15         | 18         | 0        | 0        | 0        | 17     | 15     | 18     |
| Luca Roffo        | Attaccante | 1            | 0            | 0            | 16         | 14         | 35         | 0        | 0        | 0        | 17     | 14     | 35     |
| Michael Corradin  | Difensore  | 1            | 0            | 0            | 16         | 14         | 60         | 0        | 0        | 0        | 17     | 14     | 60     |
| Stefano Stella    | Attaccante | 1            | 0            | 0            | 18         | 11         | 8          | 0        | 0        | 0        | 19     | 11     | 8      |
| Fabio Testa       | Difensore  | 1            | 0            | 0            | 17         | 9          | 30         | 0        | 0        | 0        | 18     | 9      | 30     |
| Filippo Pozzan    | Attaccante | 1            | 0            | 0            | 18         | 5          | 6          | 0        | 0        | 0        | 19     | 5      | 6      |
| Michele Valbusa   | Difensore  | 1            | 0            | 0            | 16         | 5          | 36         | 0        | 0        | 0        | 17     | 5      | 36     |
| Michele Ciresa    | Attaccante | 1            | 0            | 0            | 4          | 4          | 4          | 0        | 0        | 0        | 5      | 4      | 4      |
| Fabrizio Maran    | Attaccante | 1            | 0            | 0            | 16         | 2          | 0          | 0        | 0        | 0        | 17     | 2      | 0      |
| Mattia Bettello   | Difensore  | 1            | 0            | 0            | 14         | 2          | 0          | 0        | 0        | 0        | 15     | 2      | 0      |
| Attaccanti        |            | 1            | 0            | 0            | 18         | 51         | 71         | 0        | 0        | 0        | 19     | 51     | 71     |
| Difensori         |            | 1            | 0            | 0            | 18         | 30         | 129        | 0        | 0        | 0        | 19     | 30     | 129    |
| Totale            |            | 1            | 0            | 0            | 18         | 81         | 200        | 0        | 0        | 0        | 19     | 81     | 200    |

#### Statistiche portieri stagionali
| Giocatore    | SO | Coppa Italia | Coppa Italia | Coppa Italia | Campionato | Campionato | Campionato | Play Off | Play Off | Play Off | Totale | Totale | Totale |
| Giocatore    | SO | Min          | Gol          | GAA          | Min        | Gol        | GAA        | Min      | Gol      | GAA      | Min    | Gol    | GAA    |
| ------------ | -- | ------------ | ------------ | ------------ | ---------- | ---------- | ---------- | -------- | -------- | -------- | ------ | ------ | ------ |
| Alberti A.   | 1  | 50           | 1            | 1            | 778        | 50         | 3.21       | 0        | 0        | 0        | 828    | 51     | 3,08   |
| Guglielmi D. | -  | 0            | 0            | 0            | 92         | 6          | 3.26       | 0        | 0        | 0        | 92     | 6      | 3,26   |